# Östturkestanmissionen

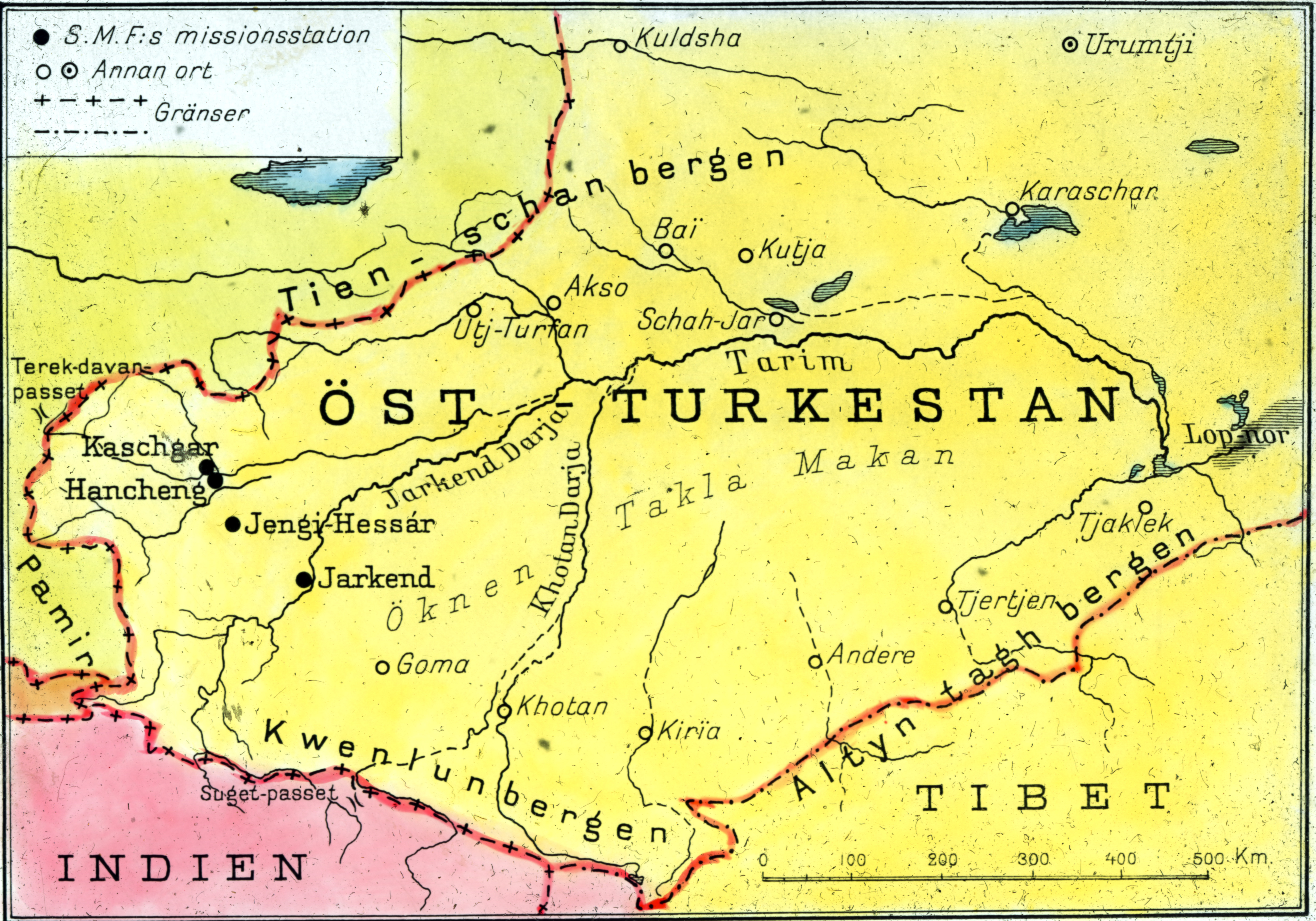
Karta, Östturkestan, nuvarande Xinjiang, med Svenska missionsförbundets missionsstationer markerade.

Östturkestanmissionen (även Svenska missionsförbundets mission i Östturkestan) kallas Svenska missionsförbundets (SMF) mission i Östturkestan (idag Xinjiang) vilken bedrevs under åren 1894-1938. Den startade därmed något senare än Svenska missionsförbundets kinamission som startade 1890. Vid tiden för Östturkestanmissionen utgjorde uigurerna majoriteten av befolkningen i området, men den kraftigt ökade inflyttningen av kineser efter 1949 har ändrat på proportionerna. Vägen till Östturkestan gick till en början både ut och hem över Ryssland och Pamirs höjdplatåer. Sista etapperna behövde man ta sig fram till fots 15–20 dagar med karavan genom dalar, bergspass och floder. Med Första världskriget stängdes den ryska vägen och svenskarna var i flera år isolerade i Östturkestan. Men på 1920-talet öppnades möjligheter att istället resa via Indien.

## Historia

Den "gamla stationen" i Yarkand.

År 1892 beslutade Svenska missionsförbundet att upprätta verksamhet i Kashgar. Missionären Nils Fredrik Höijer och Johannes Avetaranien gjorde samma år på uppdrag av SMF en rekognoseringsresa till Kashgar. Höijer hade tidigare varit verksam i bland annat Iran, Armenien, Georgien och Azerbajdzjan. Den 21 juli två år senare kom de första svenska missionärerna dit. Några av de första missionärerna som kom till Kashgar var Lars Erik Högberg, hans nyblivna hustru Sigrid (född Braune), Josef Mässrur och hans blivande hustru Anna Nyström. Strax efter, 1895, kom Gösta och Evelina (Eva) Raquette. Det var ett krävande arbete att försöka omvända de muslimska uigurerna som uteslöts ur släkten och riskerade dödsstraff om de konverterade. Missionärerna arbetade därför mycket med bistånd i form av sjukvård, barnhem, skolor och utbildning av hantverkare. Missionärerna behövde lära sig språket, det vill säga östturkiska (uiguriska).

## Missionsstationerna
De svenska missionärerna var verksamma vid fyra missionsstationer, Kashgar, Hancheng (även kallat Nya Kashgar, idag en del av Kashgar), Yarkand (Jarkand) och Yengisar (Jengi-Hessár, Yengi-Hisar). De första bostäderna för missionärerna var befintliga hus som de hyrde och det tog flera år innan de fick möjlighet att förvärva bättre lokaler. År 1898 hyrde de en tomt på en öde plats utanför stadsmuren ett stycke från Kashgars största stadsport Kumdarvasa. Något år senare utvidgades staden och en större mur uppfördes som omslöt ett betydligt område för militära ändamål och därmed anlades även en ny port. Station i Kashgar låg därför mellan två stadsportar. Senare kunde de köpa en bit mark i jämnbredd med den tidigare tomten och en ny station avsedd för kineserna uppfördes. Så småningom sammanfördes de två stationerna till en gemensam. I Hancheng inköptes en tomt 1908, en i Yarkand 1909 och en i Yengisar 1911 och nya hus kunde uppföras för verksamheten. 

## Skolor och skolundervisning
De första stegen till skolverksamhet togs av Eva Raquette vid Kashgarstationen där hon började undervisa några av uigurbarnen som bodde på stationen. När Högbergs och Raquettes återvände till Sverige efter sina första sex år övertogs undervisningen av Lovisa Engvall. 1903 kom Högbergs tillbaks och Sigrid Högberg var den som tog över ansvaret för undervisningen vid Kashgarstationen. Det var svårt att finna lokala lärare som kunde språket och som var beredda att leda undervisningen eftersom motståndet mot kristendomen och missionärerna var stort bland uigurerna. Dock var det möjligt att ha både pojkar och flickor tillsammans i lokalerna för undervisning, något som inte var möjligt i de kinesiska skolorna. I Yarkand inledde Josef Mässrur undervisning men den upphörde 1900 efter hans första missionsperiod. Eva Raquette försökte återuppta undervisningen i Yarkand men misslyckades. Istället satsade man på undervisning i handslöjd vilket var lättare. Så småningom kunde en av de döpta männen, Superga Akhond, introduceras till läraryrket och han kunde återuppta skolundervisningen i Yarkand. Också på stationen i Yengisar försökte missionärerna öppna en skola men det misslyckades inledningsvis.  

### Skola för kineser
När det gäller de kinesiska barnen var missionärernas skolundervisning i Östturkestan i första hand på pojkskolor eftersom kineserna motsatte sig att ha skolor med både pojkar och flickor. En framgångsfaktor var att hitta en kinesisk lärare. Kinesiska var det ämne som ägnades mest tid. Utöver hemspråket undervisades i kristendom, matematik, geografi, historia, naturvetenskap, teckning, sång, gymnastik och lite engelska. 1916 öppnades en flickskola för kineser i Hancheng vilken leddes av Elin Svensson och vid tiden var Hanchengstationen den enda av stationerna som bedrev skolundervisning för kinesiska barn, en flickskola och en pojkskola.  

## Sjukvård och läkarkunskap
Sjukvård och läkare var en av de viktigaste vägarna in i samhället för att få ut det kristna budskapet och nå fram till de människor som man ville omvända. Josef Mässrur hade studerat medicin i Iran och han hade även köpt upp ett förråd med läkemedel i Samarkand innan han kom till Kashgar där han kunde öppna en praktik. I två år var han verksam i Kashgar innan han flyttade till Yarkand där han verkade i fyra år och lät bygga ett sjukhus. 
Även Magnus Bäcklund och Gösta Raquette hade utbildning i sjukvård och kunde ta vid i Kashgar efter Mässrur. Vid hemkomsten till Sverige efter sina första år i Kashgar vidareutbildade de sig. Också Lars Erik Höglund fick ägna sig åt en hel del åt sjukvård, inte minst när han kom tillbaks till Kashgar 1903. Bland de kvinnliga missionärerna var det framför allt Lovisa Engvall och Anna Mässrur som bedrev sjukvård. 
Ett nytt sjukhus kunde invigas i Kashgar 1909 vilket kom att kalla Betesdasjukhuset och även vid Yengisarstationen hade man ett sjukhus.  

## Skriftspråk och tryckeri
Missionärerna ägnade mycket tid och kraft åt översättningar och stavningsregler vilket kom att spela en stor roll för utvecklingen av uiguriska till ett modernt skriftspråk. 1901 startade Missionsförbundet områdets första tryckeri, för att ge ut översättningar av Bibeln, sångböcker och traktater. De tryckte också skolböcker och övrig litteratur såsom Lewis Wallaces ”Ben Hur” och Selma Lagerlöfs berättelse ”I templet” på uiguriska.
Delvis tack vare missionsverksamheten i Östturkestan bedrevs det under åren 1924–1942 undervisning i uiguriska vid Lunds universitet som en del i ämnet turkisk språkvetenskap. För undervisningen stod Gösta Raquette som lärt sig språket under sina 25 år i Östturkestan. Han hade bland annat utarbetat en grammatik och ett uiguriskt-engelskt lexikon. En av Raquettes studenter var Gunnar Jarring. Inför sin avhandling utförde han ett halvårs fältstudier i Östturkestan, där han fick husrum hos de svenska missionärerna i Kashgar. Vid tiden för studieresan arbetade Jarring extra som amanuens vid Universitetsbiblioteket i Lund. Han fick i uppgift därifrån att köpa in handskrifter till de orientaliska samlingarna.

## Besök av Gustaf Mannerheim
Gustaf Mannerheim gästade de svenska missionärerna i Östturkestan 1906 när han som tsarrysk officer gjorde en spionresa i de kinesiska gränstrakterna. Det finns både brev och bilder bevarade från det besöket.

## Sista tiden
Under de särskilt oroliga åren på 1930-talet, då inbördesstrider pågick i landet, tvingades missionärerna trycka sedlar åt de skiftande ledarna. Östturkestan var ett svårbearbetat fält och efter många års slit och umbäranden blev missionärerna slutligen utkastade ur landet 1938. Trots flera försök fick de aldrig möjlighet att återvända. När de lämnade hade tjugofyra manliga och trettiosex kvinnliga missionärer arbetat på missionsstationerna. Equmeniakyrkan, som Svenska missionsförbundet heter idag, ger fortfarande på olika sätt stöd till kristet arbete i området.